# Запарий, Владимир Васильевич
Влади́мир Васи́льевич Запари́й (род. 3 октября 1952, Магнитогорск, Челябинская область) — советский и российский учёный-историк, доктор исторических наук, профессор Уральского федерального университета. Почётный работник высшего профессионального образования России, Заслуженный работник Высшей школы Российской Федерации.

## Биография
Родился 3 октября 1952 года в Магнитогорске. В 1970 году окончил среднюю школу в Снежинске. В 1970—1975 годах учился на историческом факультете Уральского государственного университета.
С 1975 по 1976 год Владимир Васильевич работал учителем истории и обществоведения в школах Кировграда, с 1976 по 1980 год — ассистент кафедры истории КПСС Уральского политехнического института. В 1980—1983 годах учился в аспирантуре Института экономики УНЦ АН СССР под руководством А. В. Бакунина. В 1983 году защитил кандидатскую диссертацию по новейшей истории чёрной металлургии Урала («Деятельность партийных организаций Урала по ускорению научно-технического прогресса в чёрной металлургии в годы девятой пятилетки (1971—1975): на материалах партийных организаций Свердловской и Челябинской областей»).
В 1983—1991 годах работал в Уральском политехническом институте на кафедре истории КПСС (позднее — кафедра истории России) ассистентом, старшим преподавателем. С 1990 года работал на той же кафедре в звании доцента. В 1991—1993 годах обучался в докторантуре на кафедре всеобщей истории Уральского государственного университета. В 1993 году перешёл на работу на кафедру истории России Уральского государственного технического университета, где проработал в звании доцента до 1997 года.
В 1997—1998 годах — главный специалист Отдела науки и образования в Правительстве Свердловской области. В этот же период заведовал кафедрой общественных дисциплин Уральской государственной консерватории.
В 1999 году после ликвидации отдела науки и образования в Правительстве Свердловской области Владимир Васильевич вернулся на работу в Уральский государственный технический университет, где был избран деканом Факультета гуманитарного образования и заведующим вновь созданной кафедрой Истории науки и техники.
В 2002 году защитил докторскую диссертацию по теме «Чёрная металлургия Урала в 70-е — 90-е годы XX века», в 2004 году получил звание профессора. С 2003 года является представителем России в Международном комитете по сохранению индустриального наследия (TICCIH).
В 2006 году Владимир Васильевич был избран членом Научного совета РАН по проблемам российской и мировой экономической истории. С 2010 года является членом Учёного совета Уральского государственного университета. С 2016 года — член Союза журналистов России.
Сын Василий и дочь Юлия — кандидаты исторических наук.

## Научные интересы
Основной темой исследований В. В. Запария является история уральской промышленности. В 1990-е годы его научные интересы сместились в сторону изучению истории уральской металлургии.
К 300-летнему юбилею уральской металлургии В. В. Запарий представил в крупных монографиях исследования её истории за весь исторический период. Труды Запария получили высокую оценку академика В. В. Алексеева и С. С. Набойченко. Также он внёс существенный вклад в изучение истории отдельных предприятий отрасли.
В. В. Запарий разработал периодизацию развития металлургии Урала. Им были выделены 17 этапов в развитии отрасли с конца XVI века до 1991 года. Позднее учёный выделил ещё три этапа развития уральской металлургии в новое время. Труды В. В. Запария получили высокую оценку современных историографов за существенный вклад в изучение проблемы управления уральской промышленности.
В. В. Запарий является автором более 900 научных публикаций, в том числе 55 монографий. Также он является соавтором 13 энциклопедий, 34 учебных пособий, редактором 100 научных сборников и монографий. Работы В. В. Запария опубликованы в России, а также в Армении, Болгарии, Дании, Испании, Италии, Казахстане, Китае, Тайване, ФРГ, Украине, Чехии, Японии.
Является автором курсов лекций по истории в Уральском федеральном университете. Также читал лекции в вузах КНР (Дзилинский, Харбинский университеты), Испании (Астурийский университет), Тайваня (Тайпейский политехнический университет). Участвовал в оргкомитетах российских и международных конференций по истории науки и техники.

## Награды и звания
- Медаль ордена «За заслуги перед Отечеством» II степени[6][19]
- Медаль В. Е. Грум-Гржимайло[6][19]
- Нагрудный знак «Почётный работник высшего профессионального образования РФ»[6][19]
- Почётная грамота Губернатора Свердловской области[6][19]
- Почётная грамота Законодательного собрания Свердловской области[6][19]
- Орденский знак РАЕН «За заслуги в развитии науки и экономики РФ»[6][19]
- Медаль в честь 300-летия М. В. Ломоносова[6][19]
- Почётная грамота Администрации города Екатеринбурга[8][19]
- Звание «Ветеран труда»[19]
- Заслуженный работник Высшей школы Российской Федерации[20]

## Членство в организациях
- Международная академия наук о природе и обществе (действительный член с 1998 года)[21]
- Военно-историческая академия (действительный член с 2004 года)[21]
- Академия инженерных наук им. Прохорова (действительный член с 2006 года)[21]
- Свердловское отделение Вольного экономического общества (член правления с 2004 года)[21]
- Член Научного совета РАН по проблемам российской и мировой экономической истории (с 2006 года)[21]
- Член Федерального реестра экспертов научно-технической сферы Минобрнауки России (с 2014 года)[21]
- Член Союза журналистов России (с 2016 года)[21]